# Амброзіу I (маніконго)
Амброзіу I (порт. Ambrósio I) або Мбемба-а-Нканґа Нтіну (кон. Mbemba a Nkanga Ntinu; 1600 — 1 березня 1631) — дев'ятнадцятий маніконго центральноафриканського королівства Конго.

## Біографія
Амброзіу був племінником Алвару III. Коли останній помер 4 травня 1622, спадкоємцем залишився лише його малолітній син. Зважаючи на це місцева знать вирішила обрати новим королем Педру II. 1624 року трон успадкував син Педру, Гарсія I. За два роки останнього було повалено, й влада повернулась до династії Квілу — трон зайняв Амброзіу I.
За два роки Амброзіу звинуватив герцога Нсунді, який свого часу допоміг йому повернути владу, в тому, що він сам бажає зайняти трон, і відправив у заслання на острів на річці Конго. Проте на цьому проблеми маніконго не закінчились: країною почали ширитись заворушення, що зрештою переросли в масове повстання. В результаті 1 березня 1631 року короля було вбито.